# Bill Bain
William Worthington Bain Jr. (30 tháng 7 năm 1937 – 16 tháng 1 năm 2018) là một nhà tư vấn quản lý người Mỹ, được biết đến với vai trò đồng sáng lập công ty Bain & Company. Trước khi thành lập Bain & Company, ông là phó chủ tịch của Nhóm Tư vấn Boston (BCG).